# أنيا ميجر
أنيا ميجر (بالإنجليزية: Anya Major)‏ هي منافسة ألعاب القوى ومغنية وعارضة وممثلة بريطانية، ولدت في 1966 في إنجلترا في المملكة المتحدة.

## أعمال

### أفلام
- 1984

## وصلات خارجية
- أنيا ميجر على موقع IMDb (الإنجليزية)
- أنيا ميجر على موقع ميوزك برينز (الإنجليزية)
- أنيا ميجر على موقع ديسكوغز (الإنجليزية)